# Ivo Sanader
Ivo Sanader (nascut Ivica Sanader) (Split, 8 de juny de 1953) és un polític croat que va ser primer ministre del seu país de 2003 a 2009.
Sanader va estudiar Literatura a Àustria. Durant la dècada del 1990 va dirigir el teatre de Split fins que fou nomenat ministre de Ciència i Tecnologia com a militant de la Unió Democràtica Croata (HDZ). També va ser ministre d'Afers Exteriors. El 2000 fou elegit cap de l'HDZ i el 2003 primer ministre. El 2007 fou reelegit, però el juny de 2009 va dimitir sobtadament amb unes mínimes explicacions sobre diversos assumptes bruts que s'havien publicat. El gener de 2010 fou expulsat del partit. El desembre fou imputat en dos casos de corrupció, però va fugir del país i fou detingut a Àustria, des d'on fou extradit a Croàcia el juliol de 2011. Finalment, el novembre de 2012 fou condemnat a deu anys de presó.